# سورتسی
سورتسی (به بلغاری: Severtsi) یک منطقهٔ مسکونی در بلغارستان است که در شهرستان کروشاری واقع شده‌است.